# Dorogháza
Dorogháza é um município da Hungria, situado no condado de Nógrád. Tem 17,68 km² de área e sua população em 2015 foi estimada em 1.053 habitantes.